# 李奇微 (科罗拉多州)
李奇微（英語：Ridgway），是美国科罗拉多州乌雷县下属的一座城市。建市于1891年4月2日，面积大约为2.335平方英里（6.048平方公里）。根据2010年美国人口普查，该市有人口924人。2011年估计该市有人口907人，相比2010年人口增长率为1.84%。同时，论人口该市是科罗拉多州第150大城市。